# Anthidium punctatum
Anthidium punctatum es una especie de abeja del género Anthidium, familia Megachilidae. Fue descrita científicamente por Latreille en 1809.

## Distribución geográfica
Esta especie habita en el continente africano y en varios países de Europa, también en el norte de Asia (excepto China).